# Národní park Mkomazi
Národní park Mkomazi se nachází na severovýchodě Tanzanie v regionech Tanga a Kilimandžáro. Jeho rozloha činí 3 234 km². Území parku přiléhá ke státní hranici s Keňou, kde na něj navazuje národní park Tsavo. Nejbližším městem je Same. Vzhledem ke své odlehlosti je region méně zasažen masovou turistikou než jiné národní parky v Tanzanii.
Název oblasti pochází z výrazů domorodého jazyka pare mko (dřevěná lžíce) a mazi (voda) a znamená, že je tu vody sotva tolik, co se vejde na lžíci. V roce 1951 zde byla založena lovecká rezervace, o kterou v roce 1989 začala pečovat nadace George Adamsona a v roce 2008 se stala národním parkem.
Na území národního parku zasahují pohoří Usambara a Pare, nejvyšším vrcholem je Maji Kununa s 1620 metry nad mořem. Za příznivého počasí lze odsud vidět Kilimandžáro. Jediným stálým tokem je řeka Umba. Srážky se pohybují od 570 do 1 910 mm ročně.
Převažuje zde polosuchá savana, typickými stromy jsou myrhovníky, baobaby, santalovníky a akácie. V parku jsou chráněni představitelé africké fauny jako slon africký, nosorožec dvourohý, lev, gepard štíhlý, pes hyenový, prase savanové, žirafa masajská, buvolec stepní, zebra, antilopa losí, antilopa žirafí a gazela Grantova. Žije zde okolo 450 druhů ptáků, např. orel bojovný, pštros dvouprstý, perlička supí, hadilov písař, kolpík africký, hrdlička senegalská, dudkovec akáciový, vousák východoafrický, snovač zahradní nebo ťuhýkovec africký. V roce 2009 byli k posílení místní populace do Mkomazi přivezeni tři nosorožci ze ZOO Dvůr Králové.